# Tanjung Raya (Rawas Ilir)
Tanjung Raya is een bestuurslaag in het regentschap Musi Rawas van de provincie Zuid-Sumatra, Indonesië. Tanjung Raya telt 1332 inwoners (volkstelling 2010).